# Danielle Bradbery (album)
Danielle Bradbery è il primo ed eponimo album in studio della cantante statunitense Danielle Bradbery, pubblicato nel 2013.

## Tracce
1. Young in America – 3:43 (Whitney Duncan, Jaren Johnston, Kylie Sackley)
2. Wild Boy – 3:41 (Chris Lindsey, Aimee Mayo, Caitlyn Smith, Troy Verges)
3. The Heart of Dixie – 3:29 (Smith, Brett James, Verges)
4. I Will Never Forget You – 3:46 (Katrina Elam, Josh Kear, Chris Tompkins)
5. Endless Summer – 3:27 (Sarah Buxton, Jedd Hughes, busbee)
6. Talk About Love – 3:47 (Brent Anderson, Jeremy Johnson)
7. Never Like This – 3:29 (Smith, Steve McEwan, Gordie Sampson)
8. Daughter of a Workin' Man – 3:37 (Dave Barnes, Nicolle Galyon, Clint Lagerberg)
9. Dance Hall – 3:26 (April Cushman, Galyon, Molly Reed)
10. Yellin' from the Rooftop – 3:35 (Buxton, busbee)
11. My Day – 4:01 (Ross Copperman, Tom Shapiro, Mallary Hope)

Ed. deluxe (Tracce bonus)
1. Jesus, Take the Wheel – 3:23 (James, Sampson, Hillary Lindsey)
2. Born to Fly – 3:14 (Sara Evans, Marcus Hummon,
 Darrell Scott)
3. Maybe It Was Memphis – 3:07 (Michael Anderson)
4. Who I Am – 3:26 (James, Verges)